# Ріоні

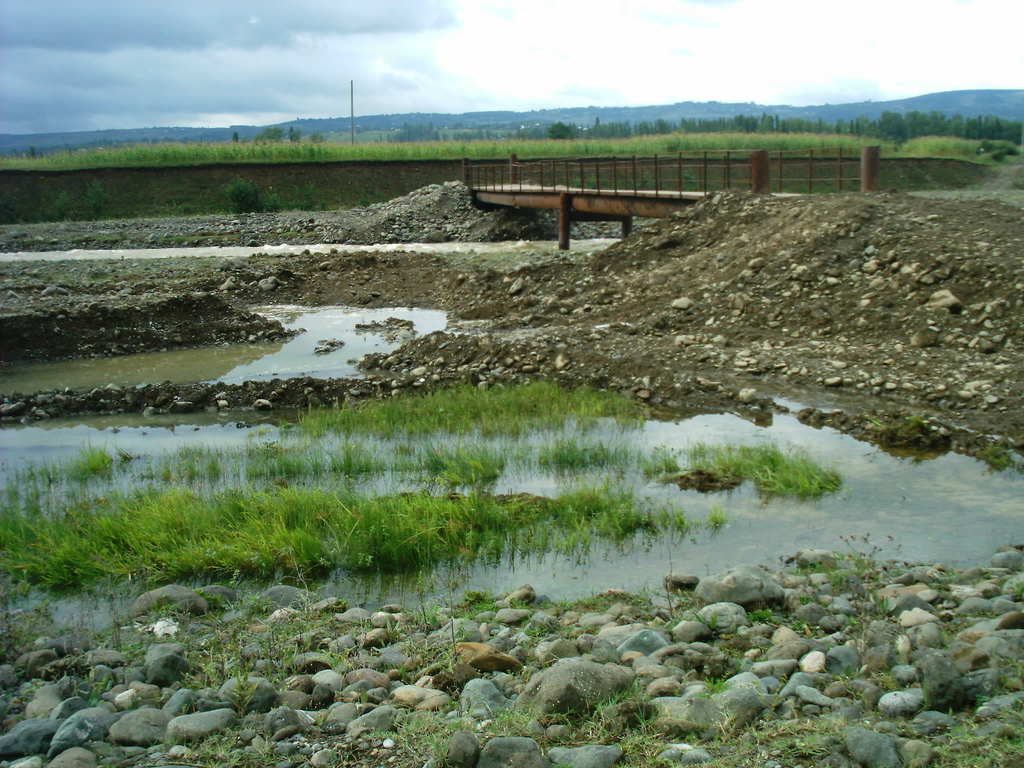
Річка Ріоні в Сачхере

Ріоні (груз. რიონი) — найбільша річка у західній Грузії. Починається в горах Кавказу, в регіоні Рача, і тече на захід до Чорного моря. Впадає до моря на північ від міста Поті. Довжина річки 327 км, площа водозбору — 13 400 км², витрата води — 405 м³/с. На річці розташоване місто Кутаїсі, одне з античних міст Колхіди.

## Назва
Мовою сванів має назву «ріен».
Річка мала античну назву Фазіс (чи Фасіс; грец. Φάσις), під цією назвою вперше згадується у Гесіода у «Теогонії».
Згідно Йордана, ґетський король Танаусіс зупинив просування єгипетських військ у битві на березі річки Фазіс та розбив єгипетську армію, яка до того вже підкорила ефіопів та скіфів.